# Antoni Olzina
Antoni Olzina o Antonio de Olcina fou lloctinent general de Còrsega (1452-1455) en temps d'Alfons el Magnànim, comanador de Montalban de l'Orde de Montesa.